# ステート・オブ・グレース
『ステイト・オブ・グレイス』（State of Grace）は、1990年製作のアメリカ合衆国の映画。フィル・ジョアノー監督。上映時間118分。

## ストーリー
生まれ育った街に舞い戻ってきた男。幼馴染みの兄弟が仕切るアイリッシュギャングの組織に加わるが、彼はなんと潜入捜査官だった。
　それから数日経ったある日、仲間のトニーが二人組の男達と揉めている場面に遭遇する。相手はイタリア系マフィア、ジミー・カヴァロの部下達で借金の取り立てに来ていたのだが、仲裁に入り一騒動起こしてしまう。
　すると翌朝トニーが遺体となって発見され、誰もがジミーの仕業と疑うが…。

## スタッフ
- 監督 フィル・ジョアノー
- 製作 ネッド・ダウド、ランディ・オストロウ、ロン・ロゾルツ
- 脚本 デニス・マッキンタイア
- 撮影 ジョーダン・クローネンウェス
- 編集 クレア・シンプソン
- 音楽 エンニオ・モリコーネ

## キャスト
| 役名                     | 俳優                   | 日本語吹き替え | 日本語吹き替え |
| 役名                     | 俳優                   | VHS版          | テレビ東京版   |
| ------------------------ | ---------------------- | -------------- | -------------- |
| テリー・ヌーナン         | ショーン・ペン         | 安原義人       | 平田広明       |
| ジャッキー・フラネリ     | ゲイリー・オールドマン | 樋浦勉         | 大塚芳忠       |
| フランキー・フラネリ     | エド・ハリス           | 有本欽隆       | 磯部勉         |
| キャサリーン・フラネリ   | ロビン・ライト・ペン   | 佐々木優子     | 井上喜久子     |
| スティービー・マクガイア | ジョン・C・ライリー    | 江原正士       | 岩崎ひろし     |
| ニック                   | ジョン・タトゥーロ     | 菅生隆之       | 内田直哉       |
| デマルコ                 | ジェームズ・ルッソ     | 稲葉実         |                |
| フィン                   | バージェス・メレディス | 石森達幸       | 宝亀克寿       |
| ボレリ                   | ジョー・ヴィテレリ     | 筈見純         | 稲垣隆史       |
| パット・ニコルソン       | R・D・コール           | 大塚明夫       |                |

## 評価
レビュー・アグリゲーターのRotten Tomatoesでは25件のレビューで支持率は84%、平均点は6.90/10となった。Metacriticでは19件のレビューを基に加重平均値が60/100となった。